# Titularbistum Elepla
Elepla ist ein Titularbistum der römisch-katholischen Kirche.
Es geht zurück auf einen untergegangenen Bischofssitz in der heutigen Stadt Niebla (in der Antike Ilipla, unter den Westgoten Elepla), die in der Spätantike in der römischen Provinz Baetica lag. Der Bischofssitz gehörte der Kirchenprovinz Sevilla an.
| Titularbischöfe von Elepla |                                  |                                                             |                   |                   |
| Nr.                        | Name                             | Amt                                                         | von               | bis               |
| 1                          | Luis Almarcha Hernández          | emeritierter Bischof von León (Spanien)                     | 4. April 1970     | 11. Dezember 1970 |
| 2                          | Ciro Alfonso Gómez Serrano       | Koadjutorbischof von Socorro y San Gil (Kolumbien)          | 24. Juli 1972     | 25. Oktober 1975  |
| 3                          | Pablo Ervin Schmitz Simon OFMCap | Weihbischof, Apostolischer Vikar von Bluefields (Nicaragua) | 22. Juni 1984     | 30. November 2017 |
| 4                          | Jesús Vidal Chamorro             | Weihbischof in Madrid (Spanien)                             | 29. Dezember 2017 | 3. Dezember 2024  |